# Fallotaspididae
A Fallotaspididae a háromkaréjú ősrákok (Trilobita) osztályának a Redlichiida rendjéhez, ezen belül az Olenellina alrendjéhez tartozó család.

## Rendszerezés
A családba az alábbi alcsaládok és nemek tartoznak:
- Daguinaspidinae
  - Choubertella
  - Daguinaspis
  - Wolynaspis
- Fallotaspidinae
  - Fallotaspis
  - Lenallina
  - Parafallotaspis
  - Pelmanaspis
  - Profallotaspis
  - Repinaella